# Langschwanzgoral
Der Langschwanzgoral (Naemorhedus caudatus) ist eine Paarhuferart aus der Gruppe der Ziegenartigen (Caprinae). Ehemals wurde er mit dem Chinesischen Goral zu einer Art zusammengefasst.

## Merkmale
Langschwanzgorale sind stämmige, ziegenähnliche Tiere. Ihr Fell ist gräulich gefärbt, die Kehle ist heller, am Rücken erstreckt sich ein dunkler Aalstrich. Beide Geschlechter tragen kurze, nach hinten gebogene Hörner. Langschwanzgorale erreichen eine Körperlänge von etwa 1 bis 1,3 Metern bei einem Gewicht zwischen 32 und 42 Kilogramm.

## Verbreitung und Lebensraum

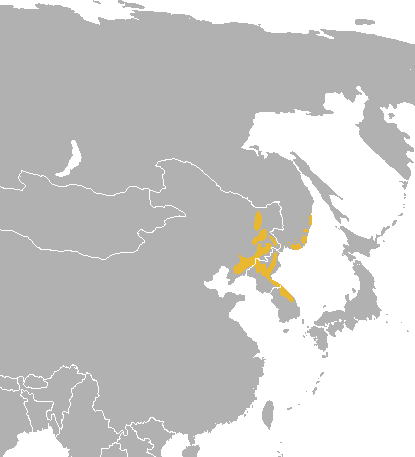
Das Verbreitungsgebiet des Langschwanzgorals

Diese Tiere leben im südöstlichen Russland (Chabarowsk und Primorje), im nordöstlichen China (Heilongjiang und Jilin) sowie auf der koreanischen Halbinsel. Ihr Lebensraum sind mit Bäumen bestandene Gebirgsländer.

## Lebensweise
Langschwanzgorale sind wie alle Gorale ausgezeichnete Kletterer. Sie begeben sich vorwiegend am Morgen und am Abend auf Nahrungssuche. Dabei verzehren sie Gräser, Blätter und anderes Pflanzenmaterial. Sie leben in kleinen Gruppen, ältere Männchen sind hingegen einzelgängerisch.

## Bedrohung
Die Hauptbedrohungen für die Langschwanzgorale stellen die Rodung der Wälder und die Bejagung dar. Besonders prekär ist die Situation in Südkorea, wo nur mehr rund 250 dieser Tiere leben. Es gibt aber auch eine Population in der demilitarisierten Zone zwischen beiden koreanischen Staaten.  In einigen Reservaten in Russland, wie dem Sichote-Alin-Naturreservat, laufen Zuchtprogramme in Gehegen. Im Sichote Alin-Reservat leben darüber hinaus etwa 200 wilde Exemplare. Die IUCN listet die Art als gefährdet (vulnerable).